# Lago Tangeum
Lago Tangeum (en coreano: 진양호) Es un lago artificial en Chungju en Corea del Sur.
El lago está situado entre la presa de Chungju y otra represa que regula su caudal. Hay instalaciones de ocio como el parque Jungangtap y Parque deportivo de Keum. El lago está rodeado por calles con buenas vistas. Cada mes de agosto hay deportes acuáticos y espectáculos culturales en un escenario cerca del lago. El origen del río se encuentra al lado del estadio. También hay instalaciones para la observación de aves.
El lago será donde se realice el Campeonato del Mundo de Remo de 2013 entre el 25 de agosto y el 1 de septiembre de 2013